# Kanton Doullens
Kanton Doullens (Nederlands: Dorland) is een kanton van het Franse departement Somme. Het kanton maakt grotendeels deel uit van het arrondissement Amiens, maar er zijn ook 3 gemeenten uit het arrondissement Abbeville bij.

## Gemeenten
Het kanton Doullens omvatte tot 2014 de volgende 14 gemeenten:
- Authieule
- Beauquesne
- Beauval
- Bouquemaison
- Brévillers
- Doullens (Dorland) (hoofdplaats)
- Gézaincourt
- Grouches-Luchuel
- Hem-Hardinval
- Humbercourt
- Longuevillette
- Lucheux
- Neuvillette
- Terramesnil

Ingevolge de herindeling van de kantons bij decreet van 26 februari 2014, met uitwerking op 22 maart 2015, zijn dat volgende 44 gemeenten geworden:
- Agenville
- Autheux
- Authieule
- Barly
- Béalcourt
- Beaumetz
- Beauquesne
- Beauval
- Bernâtre
- Bernaville
- Berneuil
- Boisbergues
- Bonneville
- Bouquemaison
- Brévillers
- Candas
- Conteville
- Domesmont
- Domléger-Longvillers
- Doullens
- Épécamps
- Fieffes-Montrelet
- Fienvillers
- Frohen-sur-Authie
- Gézaincourt
- Gorges
- Grouches-Luchuel
- Hem-Hardinval
- Heuzecourt
- Hiermont
- Humbercourt
- Longuevillette
- Lucheux
- Maizicourt
- Le Meillard
- Mézerolles
- Montigny-les-Jongleurs
- Neuvillette
- Occoches
- Outrebois
- Prouville
- Remaisnil
- Saint-Acheul
- Terramesnil